# Gottfried Ney
Gottfried Ney (* 12. August 1874 in Speyer; † 16. November 1952 in Starnberg) war ein deutscher Konsul und kommissarischer Leiter der Generalkonsulate in Seoul, Hankau und Shanghai.

## Leben

### Beruflicher Werdegang
Gottfried Ney wurde als Sohn des Pfarrers und späteren Konsistorialrates Theodor Julius Ney (1838–1913) sowie dessen Ehefrau Elise, geb. Ochsner, in Speyer geboren. Die Erziehung im Elternhaus orientierte sich an den Werten des evangelischen Glaubens. Er wuchs in Speyer auf, besuchte dort das Gymnasium und wechselte nach Landau in der Pfalz. Hier legte er 1893 das Abitur ab. Nach dem Schulbesuch begann Ney ein Studium der Rechtswissenschaften an den Universitäten in Paris, London, Heidelberg, Tübingen und Berlin. Sein erstes juristisches Examen legte er im Sommer 1897 ab und wurde daraufhin im bayrischen Justiz- und Verwaltungsdienst tätig. Während dieser Zeit absolvierte er ab Oktober 1897 sein militärisches Pflichtjahr als Einjährig-Freiwilliger. Anfang 1900 erhielt er die Beförderung zum Leutnant der Reserve und absolvierte im Februar seine Promotion als Dr. jur. zum Thema des Glücksspiels im Reichsstrafgesetz. Ein Jahr darauf legte er Ende 1901 das zweite juristische Staatsexamen ab.

## Einsatz in China und Korea
Nach einem Praktikum Anfang 1902 bei einer Bank erhielt Ney im Mai 1902 seine Einberufung ins Auswärtige Amt. Hier begann er eine konsularische Laufbahn, die er anfangs in Berlin, bei der Abteilung III. (Recht) absolvierte. Sein erster Auslandseinsatz führte ihn an die deutsche Gesandtschaft nach Shanghai. Bereits im ersten Jahr erhielt er dort den Charakter als Vizekonsul und 1904 den Auftrag einer kommissarischen Beschäftigung an der Ministerresidentur in Seoul. Im Sommer des Folgejahres vertrat er dort den amtierenden Geschäftsträger Conrad von Saldern und führte nach dessen Abreise Ende 1905 die Amtsgeschäfte weiter. Zu diesem Zeitpunkt hatte bereits Japan die Fremdherrschaft über Korea übernommen und dort ein japanisches Protektorat errichtet. Ab 1906 verfolgte Vizekonsul Ney dort den Auftrag, die Ministerresidentur in ein Generalkonsulat umzuwandeln. Das erfolgte im April 1906 in Seoul und ein Jahr später löste Friedrich Krüger den amtierenden Konsul Ney ab. Im Sommer 1907 reiste er in Korea ab und kehrte auf seinen Posten auf das Generalkonsulat in Shanghai zurück. In dieser Zeit erfolgte die vollständige Umwandlung Koreas in eine japanische Kolonie mit der Bezeichnung Chōsen (japanisch 朝鮮 Chōsen, koreanisch 조선 Chosŏn).
Im Dezember 1909 wurde Ney zum Oberleutnant der Reserve befördert, im Februar 1910 zum 1. Vizekonsul und im Mai 1911 zum Konsul in Shanghai ernannt. Sein Vorgesetzter der Geschäftsträger an der deutschen Gesandtschaft in Peking war zu dieser Zeit Johann Friedrich Wilhelm Elmershausen von Haxthausen. Mit Beginn des Ersten Weltkrieges erfolgte Anfang August 1914 seine Mobilisierung. Zum Jahresende 1914 wurde Ney zum Rittmeister d.L. befördert. Doch zum März 1917 brach China die diplomatischen Beziehungen zum deutschen Kaiserreich ab. Daraufhin wechselte er ab Mai 1917 nach Sarajevo und übernahm dort die kommissarische Leitung des deutschen Generalkonsulats. Dieser Einsatz währte kriegsbedingt nur bis zum Sommer 1917 und Ney erhielt Ende Juli 1917 seine Versetzung in den einstweiligen Ruhestand. Dennoch erfolgte eine Weiterbeschäftigung im Auswärtigen Amt Berlin in der Abt. III (Recht). Von hier wechselte er im April 1920 in die Abteilung IV (Ostasien). Nach einem Jahr führte er ab Dezember 1921 die Geschäfte am deutschen Generalkonsulat in Hankou (Wuhan). Diesen Posten hatte er für zwei Jahre inne.

## Wieder in Europa
Noch in China erhielt Ney 1923 einen Ruf nach Berlin und übernahm zum Sommer 1924 die Leitung des Referates Steu/Steuerwesen im Auswärtigen Amt. Von dort erhielt er zum Sommer 1926 die Versetzung in das österreichische Graz. Hier übernahm er als Generalkonsul das dortige Konsulat. Zu dieser Zeit führte Hugo Graf von und zu Lerchenfeld auf Köfering und Schönberg die Amtsgeschäfte der deutschen Gesandtschaft in Wien. Im Juni 1932 wurde Ney in den einstweiligen Ruhestand und ein Jahr darauf, im Juli 1933 in den Ruhestand versetzt. Er blieb jedoch nicht in Deutschland, sondern übernahm ab 1933 die Aufgaben als Vorsitzender des deutschen Konsulargerichts in Kairo. Nach vier Jahren gab er 1937 dieses Amt ab und zog sich aus der Öffentlichkeit zurück.
Im Jahr 1952 verstarb Ney in Starnberg.

## Publikation
- Das Glückspiel im Reichsstrafgesetzbuch. Eine Untersuchung über die Zweckmäßigkeit unserer strafrechtlichen Spielgesetzgebung, Landau/Pfalz 1900.